# Tonmi Lillman
Tonmi Lillman, född 3 juni 1973 i Kouvola, död 14 februari 2012, var en finländsk trummis som bland annat medverkade i band som To/Die/For, Kylähullut, Lordi och Served Dead.